# Imia-Kardak
Imia - Kardak (en griego: Ίμια, en turco: Kardak) son dos pequeños islotes en disputa y deshabitados en el mar Egeo, situados entre la cadena de islas griegas del archipiélago del Dodecaneso y la costa continental del suroeste de Turquía. Se encuentran 3,8 millas náuticas (7,0 km; 4,4 millas) al oeste de la costa de Muğla, 5,5 millas náuticas (10,2 km; 6,3 millas) al este de la isla griega de Kálimnos, y 2,5 millas náuticas (4,6 km; 2,9 millas) al sureste del más cercano islote griego, Kalolimnos.
Su superficie total es de 0,04 km² (4,0 hectáreas). Las islas son también conocidas como Limnia en griego o İkizce en turco, o Heipethes en algunos mapas de principios del siglo XX. Imia / Kardak fue objeto de una crisis militar y posterior disputa de soberanía entre Grecia y Turquía en 1996.